# Poolbillard-Jugendeuropameisterschaft 2003
Die Poolbillard-Jugendeuropameisterschaft 2003 war die 23. Austragung der von der European Pocket Billiard Federation veranstalteten Jugend-Kontinentalmeisterschaft im Poolbillard. Sie fand in Harkány in Ungarn statt.
Ausgespielt wurden die Disziplinen 14/1 endlos, 8-Ball und 9-Ball sowie Mannschafts-Wettbewerbe in den Kategorien Junioren und Schüler sowie 8-Ball und 9-Ball bei den Juniorinnen.

## Medaillengewinner
| Disziplin              | Gold              | Silber           | Bronze                             |        |
| ---------------------- | ----------------- | ---------------- | ---------------------------------- | ------ |
| Junioren – 14/1 endlos | Mariusz Grech     | Markus Hofer     | Christof Kokkotis Kevin Becker     | [ 1 ]  |
| Junioren – 8-Ball      | Nicolas Ottermann | Tero Pekonen     | Niclas Gustavsson Bahram Lotfy     | [ 2 ]  |
| Junioren – 9-Ball      | Vitaly Shualev    | Szymon Majoch    | Nico Seidler Aitor Barba           | [ 3 ]  |
| Junioren-Mannschaft    | Deutschland       | Polen            | Österreich Finnland                | [ 4 ]  |
| Schüler – 14/1 endlos  | Albin Ouschan     | Hubert Łopotko   | Stefan Szot Jacek Walter           | [ 5 ]  |
| Schüler – 8-Ball       | Henrik Asperup    | Bart Wiatrowski  | Hubert Łopotko Max Graff           | [ 6 ]  |
| Schüler – 9-Ball       | Marko Schmidt     | Artem Koshovyi   | Abbas al-Marayati Henrik Asperup   | [ 7 ]  |
| Schüler-Mannschaft     | Deutschland       | Dänemark         | Österreich Polen                   | [ 8 ]  |
| Juniorinnen – 8-Ball   | Jasmin Ouschan    | Tanja Kirschmann | Marika Poikkijoki Karolina Rujner  | [ 9 ]  |
| Juniorinnen – 9-Ball   | Jasmin Ouschan    | Tanja Kirschmann | Sandra Baumgartner Kamila Kolinska | [ 10 ] |